# Tadeusz Peiper
Tadeusz Peiper (sinh ngày 3 tháng 5 năm 1891 tại Kraków – mất ngày 10 tháng 11 năm 1969 tại Warsaw) là một nhà thơ, nhà phê bình nghệ thuật, nhà lý luận văn học người Ba Lan. Xuất thân trong một gia đình Do Thái, Peiper đã chuyển sang đạo Công giáo từ khi còn trẻ và sinh sống nhiều năm tại Tây Ban Nha. Ông đồng sáng lập nên nhóm nhà văn Awangarda Krakowska.
Vào năm 1921, tại Đệ Nhị Cộng hòa Ba Lan, ông thành lập tạp chí hàng tháng mang tên Zwrotnica, với mục đích cống hiến cho phong trào tiên phong của thơ ca đương đại. Mặc dù chỉ tồn tại trong một thời gian ngắn, tạp chí đã mở đường cho nhiều thế hệ nhà thơ trẻ như Julian Przyboś, Jan Brzękowski và Jalu Kurek của nhóm nhà văn Awangarda Krakowska. Với vai trò là một người nghệ sĩ, Peiper tin rằng một nhà văn phải giống như một người thợ thủ công lành nghề, phải lên kế hoạch và thận trọng với lời nói của mình. Sau khi Thế chiến thứ hai kết thúc, Peiper đã từng viết về nhà đại thi hào Adam Mickiewicz trên tạp chí Tygodnik Powszechny.